# Ivan Mucha
Ivan Mucha (* 17. července 1945 Praha) je český sociolog a vysokoškolský pedagog, který na počátku 90. let nakrátko zastával funkci děkana Právnické fakulty Univerzity Karlovy. Roku 1971 vystudoval Filozofickou fakultu Univerzity Karlovy (obor sociologie-filozofie) a nastoupil jako asistent na katedře teorie státu a práva Právnické fakulty Univerzity Karlovy. Roku 1990 se stal docentem a nakrátko děkanem. Počátkem 90. let vedl na fakultě katedru politologie a sociologie. Na Právnické fakultě Univerzity Karlovy vyučoval až do roku 2014. V současnosti působí na katedře teorie práva Fakulty právnické Západočeské univerzity v Plzni, kde vyučuje právní sociologii.